# Фуа-Фузинато, Эрминия
Эрминия Фуа-Фузинато (итал. Erminia Fuà Fusinato; 1834—1876) — итальянская поэтесса, супруга Арнальдо Фусинато.

## Биография
Эрминия Фуа родилась 5 октября 1834 года в городе Ровиго на севере Италии в еврейской семье; её отец Марко Фуа был врачом.

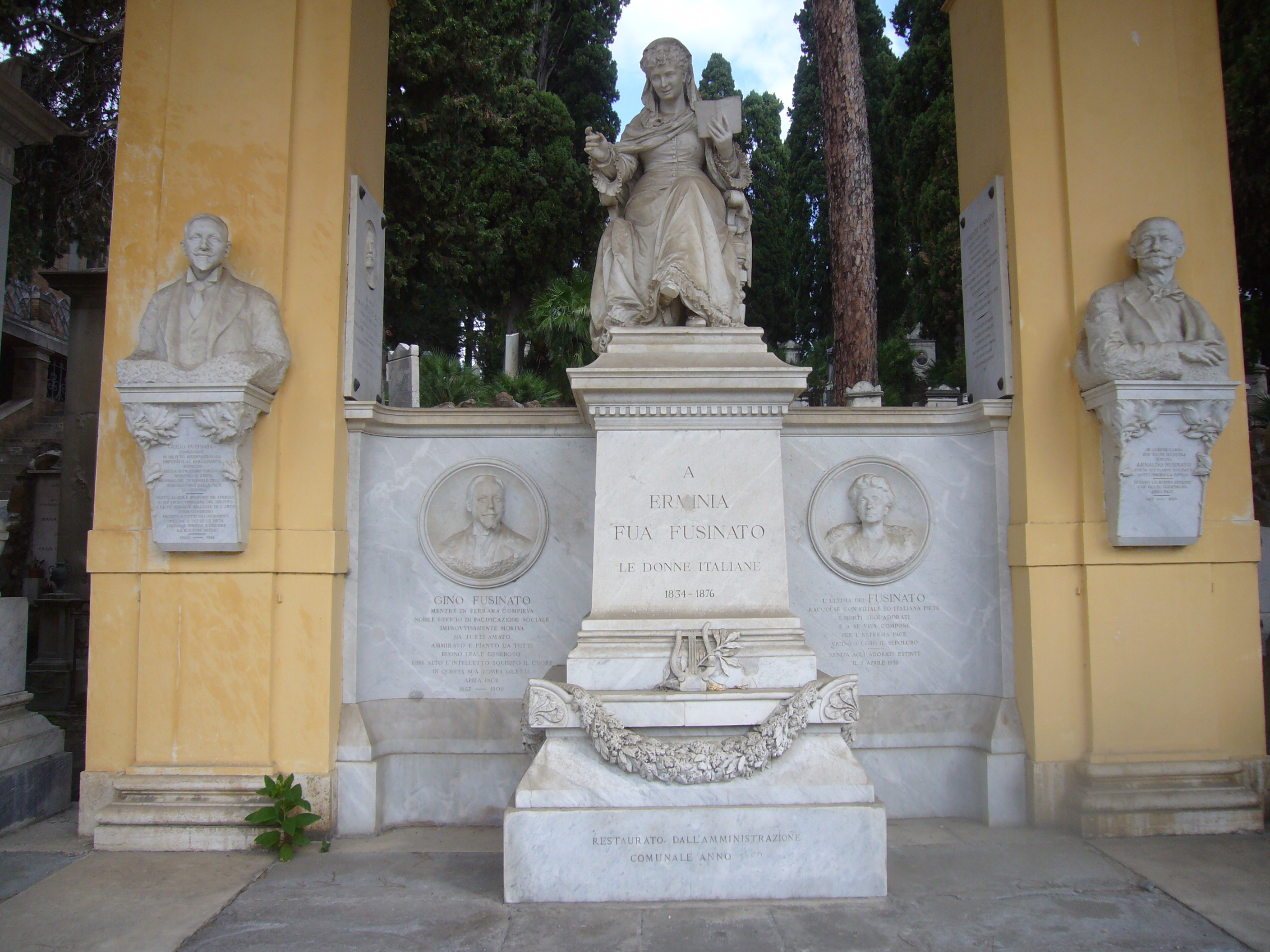
Могила Эрминии Фуа-Фузинато
(кладбище Кампо Верано, Рим)

Дядя Эрминии Бенедикт занимался начальным образованием девочки и именно он привил ей интерес к литературе. Уже в четырнадцатилетнем возрасте она стала писать патриотические стихи, которые вышли особым изданием в 1852 году под заглавием «Versi e fiori». Именно страсть к поэзии способствовала встрече Эрминии и Арнальдо Фусинато, которая состоялась в 1852 году, когда Арнальдо уже был признанным поэтом в Ломбардо-Венецианском королевстве. Вскоре они влюбились друг в друга, но когда они объявили о решении вступить в брак, реакция семьи Эрминии была отрицательной: отец девушки противился этому союзу из-за разницы в возрасте между влюблёнными (Арнальдо был на 17 лет старше), вторым фактором было то, что семья Эрминии исповедовала иудаизм, а Фусинато был католиком. В 1856 году Эрминия переехала в Венецию, в дом дяди по отцовской линии, где, после обращения в католицизм, она и вышла замуж за Фусинато, после чего молодожёны отправились в свадебное путешествие.
В 1857 году у Эрминии и Арнальдо родился первенец Джино, в 1860 году родился Гвидо и в 1863 году дочь — Терезита.
Переселившись в Рим в 1870 году, Фуа-Фузинато занимала различные общественные и официальные должности инспектора женских школ и директора женской средней школы в Паломбелле.
Эрминия Фуа-Фузинато умерла 30 сентября 1876 года в Риме от туберкулёза.
Среди её произведений наиболее известны следующие: «La famiglia; lezioni di morale» (Флоренция, 1876); «Scritti educativi» (Милан, 1880); «Emigranti» (Бассано, 1880); «Ricordi» (Милан, 1877).